# Baylis (Illinois)
Baylis é uma vila localizada no estado americano de Illinois, no Condado de Pike.

## Demografia
Segundo o censo americano de 2000, a sua população era de 265 habitantes. 
Em 2006, foi estimada uma população de 250, um decréscimo de 15 (-5.7%).

## Geografia
De acordo com o United States Census Bureau tem uma área de 
1,2 km², dos quais 1,2 km² cobertos por terra e 0,0 km² cobertos por água. Baylis localiza-se a aproximadamente 263 m acima do nível do mar.

## Localidades na vizinhança
O diagrama seguinte representa as localidades num raio de 16 km ao redor de Baylis. 